# Naczelny Sąd Administracyjny
Naczelny Sąd Administracyjny (NSA) – organ sądowy ostatniej instancji sprawujący kontrolę sądową nad funkcjonowaniem i bezczynnością administracji publicznej pod względem zgodności z Konstytucją RP, prawem unijnym i międzynarodowym, ustawami i rozporządzeniami. Kontroli tej podlegają organy administracji rządowej, organy samorządu terytorialnego i zawodowego oraz pozostałe podmioty w zakresie wykonywania funkcji administracji publicznej.

## Akty normatywne o największym znaczeniu dla NSA
- Konstytucja RP – art. 184 i 185
- ustawa z dnia 25 lipca 2002 r. – Prawo o ustroju sądów administracyjnych (Dz.U. z 2024 r. poz. 1267)
- ustawa z dnia 30 sierpnia 2002 r. – Prawo o postępowaniu przed sądami administracyjnymi (Dz.U. z 2024 r. poz. 935)
- ustawa z dnia 30 sierpnia 2002 r. – Przepisy wprowadzające ustawę – Prawo o ustroju sądów administracyjnych i ustawę – Prawo o postępowaniu przed sądami administracyjnymi (Dz.U. z 2002 r. nr 153, poz. 1271)

## Kompetencje
Zgodnie z art. 15 § 1 w związku z art. 4 Prawa o postępowaniu przed sądami administracyjnymi – Naczelny Sąd Administracyjny:
- rozpoznaje środki odwoławcze od orzeczeń wojewódzkich sądów administracyjnych,
- podejmuje uchwały mające na celu wyjaśnienie przepisów prawnych, których stosowanie wywołało rozbieżności w orzecznictwie sądów administracyjnych,
- podejmuje uchwały zawierające rozstrzygnięcie zagadnień prawnych budzących poważne wątpliwości w konkretnej sprawie administracyjnosądowej,
- rozstrzyga spory o właściwość między organami jednostek samorządu terytorialnego i między samorządowymi kolegiami odwoławczymi, oraz spory kompetencyjne między organami tych jednostek a organami administracji rządowej,
- rozpoznaje inne sprawy należące do właściwości NSA na mocy odrębnych ustaw.

## Organy
Organami NSA są:
- Prezes Naczelnego Sądu Administracyjnego
- Zgromadzenie Ogólne Sędziów Naczelnego Sądu Administracyjnego
- Kolegium Naczelnego Sądu Administracyjnego.

Skład osobowy NSA w 2009 roku wynosił 85 sędziów.
Prezesi NSA
- 1980–1981 – Sylwester Zawadzki
- 1982–1992 – Adam Zieliński
- od 22 maja 1992 do 21 maja 2004 – Roman Hauser
- od 22 maja 2004 do 22 maja 2010 – Janusz Trzciński
- od 23 maja 2010 do 5 listopada 2015 – Roman Hauser
  - od 6 listopada 2015[3] do 17 lutego 2016[4] – urząd opróżniony – Marek Zirk-Sadowski jako wykonujący obowiązki Prezesa NSA
- od 17 lutego 2016 do 17 lutego 2022 – Marek Zirk-Sadowski
- od 18 lutego 2022 – Jacek Chlebny[5][6][7]

## Historia
Naczelny Sąd Administracyjny powołany został ustawą z dnia 31 stycznia 1980 r. o NSA oraz o zmianie ustawy Kodeks postępowania administracyjnego, pracę rozpoczął 1 września tegoż roku. Powstanie NSA oznaczało realizację, pojawiających się już od lat czterdziestych, postulatów przywrócenia sądowej kontroli nad administracją. Kontrola ta, tak samo jak kontrola sprawowana w okresie międzywojennym przez Najwyższy Trybunał Administracyjny, była oparta na modelu kontroli instancyjnej. Od początku swego istnienia NSA ma swoją siedzibę w Warszawie (ul. Gabriela Piotra Boduena 3/5).
Do roku 2003 w niektórych większych miastach funkcjonowały Ośrodki Zamiejscowe NSA, obejmujące obszarem swojej właściwości jedno lub kilka województw. W dniu 11 maja 1995 r. uchwalona została nowa ustawa o NSA, która także utrzymywała model jednoinstancyjny. Obecny kształt NSA nadała reforma z 2002 roku, będąca wymogiem art. 176 ust. 1 w zw. z art. 236 ust. 2 Konstytucji.
Dawne Ośrodki Zamiejscowe NSA zostały przekształcone w wojewódzkie sądy administracyjne, orzekające w I instancji, a NSA najczęściej orzeka jako sąd II instancji.

## Izby NSA
W obrębie NSA występują trzy Izby: Finansowa, Gospodarcza i Ogólnoadministracyjna. Pracami każdej z Izb kieruje wiceprezes wyznaczony przez Prezesa NSA. Prezes NSA, za zgodą Kolegium NSA, tworzy i znosi wydziały w Izbach.

## Budżet, zatrudnienie i wynagrodzenia
Wydatki i dochody Naczelnego Sądu Administracyjnego są realizowane w części 05 budżetu państwa.
W 2018 wydatki NSA wyniosły 448,18 mln zł, a dochody 51,1 mln zł. Przeciętne zatrudnienie w przeliczeniu na pełne etaty wyniosło 2274 osoby, a średnie miesięczne wynagrodzenie brutto 10 887 zł (w tym sędziów 21 512 zł).
W ustawie budżetowej na 2019 wydatki NSA zaplanowano w wysokości 524,79 mln zł, a dochody 53,5 mln zł.

## Baza orzeczeń
Naczelny Sąd Administracyjny publikuje Centralną Bazę Orzeczeń Sądów Administracyjnych. W bazie tej znaleźć można pełny tekst wyroków i postanowień (z uzasadnieniami) NSA i wszystkich wojewódzkich sądów administracyjnych, jakie zostały wydane po 1 października 2007 r. oraz wybrane orzeczenia NSA z lat wcześniejszych, w szczególności orzeczenia publikowane. Baza stopniowo jest uzupełniana o teksty orzeczeń kończących postępowania administracyjnosądowe (wraz z ich uzasadnieniami), wydanych w okresie pomiędzy 1 stycznia 2004 r. a 30 września 2007 r. Baza ta ma charakter jedynie informacyjny i edukacyjny, nie jest oficjalnym publikatorem orzeczeń sądowych.